# Entodon schreberi
Entodon schreberi là một loài rêu trong họ Entodontaceae. Loài này được Willd. ex Brid. Mönk. mô tả khoa học đầu tiên năm 1927.